# Borne (Alta Loira)
Borne è un comune francese di 433 abitanti situato nel dipartimento dell'Alta Loira nella regione dell'Alvernia-Rodano-Alpi.

## Società

### Evoluzione demografica
Abitanti censiti